# Achillea roseoalba
Il millefoglio bianco-roseo (nome scientifico Achillea roseoalba Ehrend., 1959) è una specie di pianta angiosperma dicotiledone della famiglia delle Asteraceae (sottofamiglia Asteroideae, tribù Anthemideae (Eurasian grade) e sottotribù Matricariinae).

## Etimologia
La tradizione (trasmessa da Plinio) vuole che Achille curò alcune ferite dei suoi compagni d'arme, nell'assedio di Troia, con tale pianta; da qui il nome del genere (Achillea). Sembra che sia stato Chirone (suo maestro) ad informarlo delle capacità cicatrizzanti della pianta. Il termine specifico (roseoalba) si riferisce al colore dei suoi fiori (bianco all'esterno e roseo al centro).
Il binomio scientifico attualmente accettato (Achillea roseoalba) è stato proposto dal botanico e tassonomista austriaco Friedrich Ehrendorfer (26 luglio 1927 a Vienna) nella pubblicazione Zeitschrift Botanische Oesterreichische”  del 1959.

## Descrizione

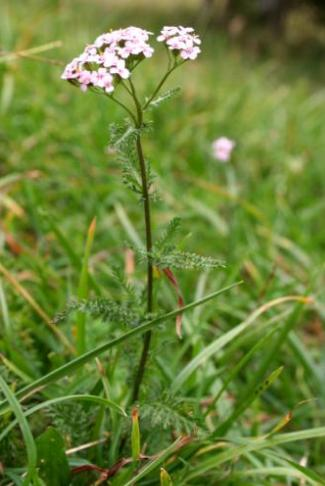
Il portamento

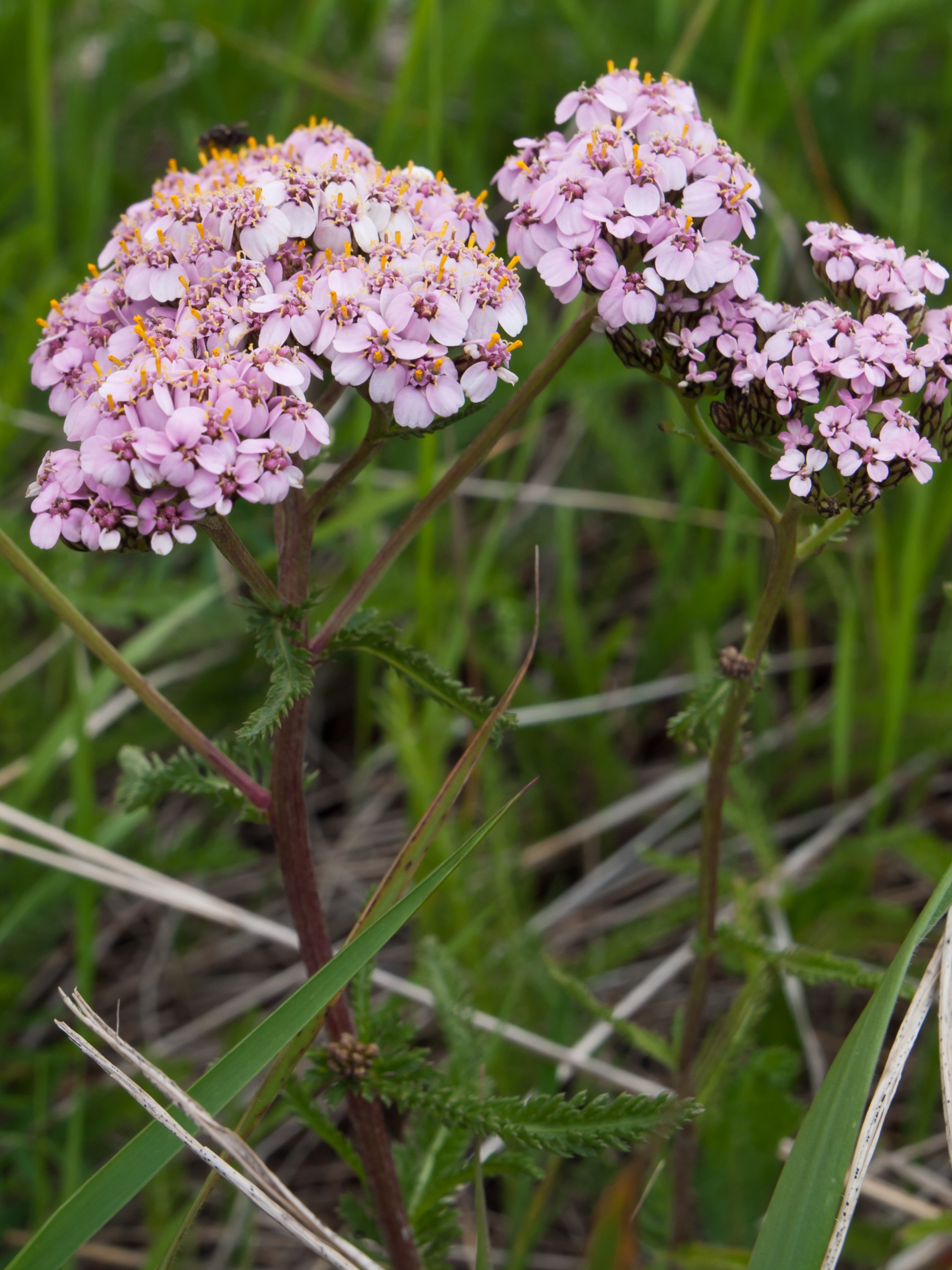
Infiorescenza

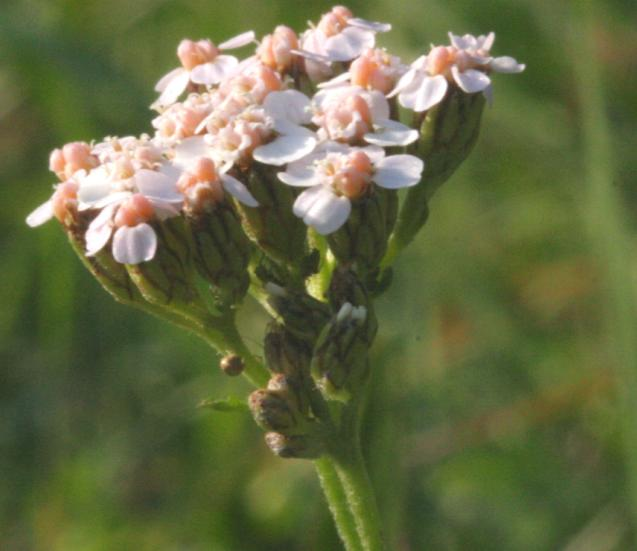
I fiori

Portamento. La specie di questa voce è una pianta erbecea perenne. La forma biologica viene definita come emicriotifita scaposa (H scap), ossia sono piante erbacee perenni con gemme svernanti al livello del suolo e protette dalla lettiera o dalla neve; sono inoltre dotate di un asse fiorale eretto e con poche foglie. Tutta la pianta è sparsamente pelosa.
Radici. Le radici sono secondarie da rizoma
Fusto.
- Parte ipogea: la parte sotterranea consiste in un rizoma orizzontale.
- Parte epigea: la parte aerea del fusto è eretta e curvato-ascendente (alla base) con un portamento sottile ed elegante. Diametro del fusto nella parte basale: 1,5–2 mm. Altezza media: da 3 a 5 dm (massimo 6 dm).

Foglie. Le foglie hanno un contorno lanceolato (molte volte più lungo che largo) con perimetro parallelo ai lati. La forma è del tipo 2- pennatosetta con segmenti laterali tipo lacinie, ravvicinati e densi. La rachide delle foglie cauline è stretta (0,8 - 1,2 mm) e non è alata. Dimensione delle foglie basali: larghezza 1–2 cm; lunghezza 10 cm. Dimensione delle foglie medie del fusto: larghezza 1 cm; lunghezza 5 cm. Larghezza delle lacinie: 0,5 mm.
Infiorescenza. Le sinflorescenze sono formate da capolini calatidi dal diametro di pochi millimetri raccolti in modo corimboso molto denso. Le infiorescenze vere e proprie sono composte da un capolino terminale peduncolato di tipo radiato. I capolini sono formati da un involucro, con forme emisferiche, composto da diverse brattee, al cui interno un ricettacolo fa da base ai fiori di due tipi: fiori del raggio e fiori del disco. Le brattee, scariose è scure ai margini, sono disposte in modo più o meno embricato su più serie (da 2 a 3). Il ricettacolo è piatto o da emisferico a conico, ed è provvisto di pagliette trasparenti a protezione della base dei fiori. Dimensione dell'involucro: larghezza 3 mm; lunghezza 4 mm. Diametro dei capolini: 3x4 mm.
Fiori.  I fiori sono tetra-ciclici (formati cioè da 4 verticilli: calice – corolla – androceo – gineceo) e pentameri (calice e corolla formati da 5 elementi). Si distinguono in:
- fiori del raggio (esterni): da 4 a 5 per capolino, sono femminili, fertili e sono disposti su una serie; la forma è ligulata (zigomorfa); a volte possono mancare o essere sterili;
- fiori del disco (centrali): sono più numerosi con forme brevemente tubulose (attinomorfe); sono ermafroditi e fertili.

- Formula fiorale:

*/x K {\displaystyle \infty }, [C (5), A (5)], G 2 (infero), achenio
- Calice: i sepali del calice sono ridotti ad una coroncina di squame.

- Corolla:

- fiori del raggio: la forma della corolla alla base è piatta/tubulosa, mentre all'apice è ligulata; la ligula, allargata, può terminare con 3 denti/lobi ottusi; il colore è bianco o rosato; la ligula è più breve dell'involucro (circa metà di quest'ultimo); lunghezza delle ligule: 1-1,5 mm;
- fiori del disco: la forma della corolla è tubulare bruscamente divaricata in 5 lobi ed è lievemente zigomorfa in quanto due lobi sono più larghi degli altri; i lobi, patenti o eretti, hanno una forma deltata; il colore è roseo.

- Androceo: l'androceo è formato da 5 stami (alternati ai lobi della corolla) sorretti da filamenti generalmente liberi con un collare a forma di balaustra; gli stami sono connati e formano un manicotto circondante lo stilo. Le antere possono essere sia di tipo basifissa che medifissa (ossia attaccate al filamento per la base – nel primo caso; oppure in un punto intermedio – nel secondo caso).[13] Questa caratteristica ha valore tassonomico in quanto distingue i generi gli uni dagli altri. Il tessuto endoteciale (rivestimento interno dell'antera) non è polarizzato. Il polline è sferico con un diametro medio di circa 25 micron;  è tricolporato (con tre aperture sia di tipo a fessura che tipo isodiametrica o poro) ed è echinato (con punte sporgenti).

- Gineceo: l'ovario è infero uniloculare formato da 2 carpelli. Lo stilo (il recettore del polline) è profondamente bifido (con due stigmi divergenti) e con le linee stigmatiche marginali separate o contigue. I due bracci dello stilo hanno una forma troncata e possono essere papillosi o ricoperti da ciuffi di peli.

- Antesi: da giugno ad agosto (settembre).

Frutti. I frutti sono degli acheni privi di pappo. La forma è obovoide dorsoventralmente compressa quasi appiattita con 2 coste laterali e raramente con una addizionale costa adassiale. L'apice è arrotondato. Il pericarpo può possedere alcune cellule mucillaginifere con o senza sacche longitudinali di resina.

## Biologia
Impollinazione: tramite insetti (impollinazione entomogama tramite farfalle diurne e notturne).

Riproduzione: la fecondazione avviene fondamentalmente tramite l'impollinazione dei fiori.

Dispersione: i semi cadono a terra e vengono dispersi soprattutto da insetti come formiche (disseminazione mirmecoria). Un altro tipo di dispersione è zoocoria: gli uncini delle brattee dell'involucro (se presenti) si agganciano ai peli degli animali di passaggio che portano così i semi anche su lunghe distanze. Inoltre per merito del pappo (se presente) il vento può trasportare i semi anche per alcuni chilometri (disseminazione anemocora).

## Distribuzione e habitat

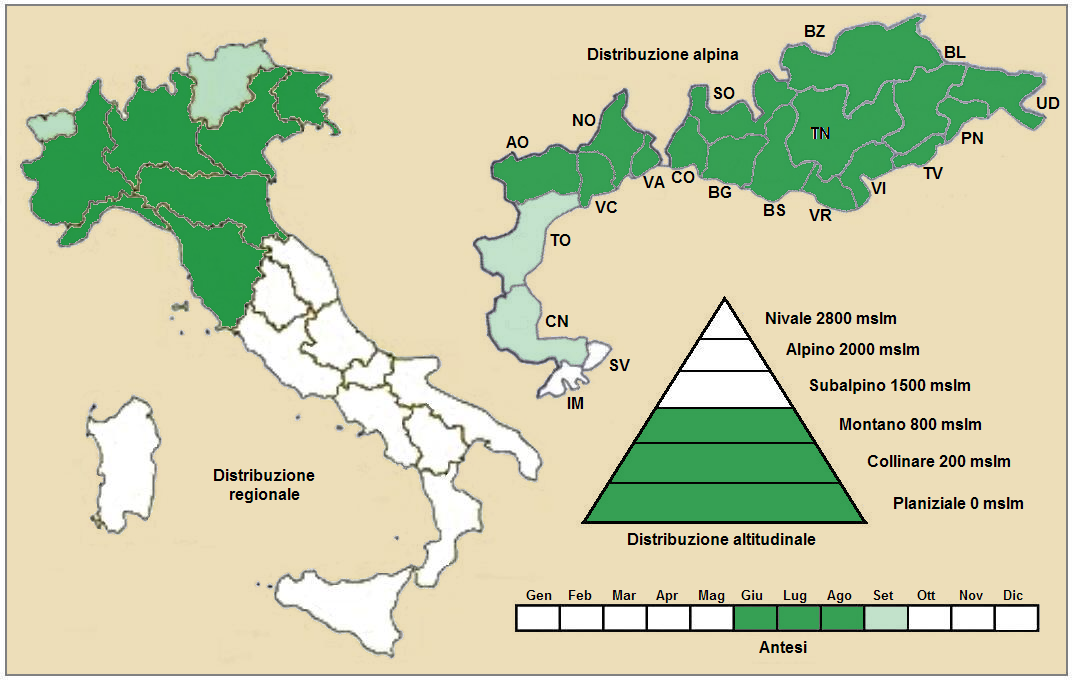
Distribuzione della pianta
(Distribuzione regionale – Distribuzione alpina)

Geoelemento: il tipo corologico (area di origine) è Centro Europeo o anche Alipico.

Distribuzione: in Italia è comune e si trova solo al nord soprattutto nelle zone alpine. Fuori dall'Italia (sempre nelle Alpi) è presente in alcune zone della Svizzera (cantoni Vallese, Ticino, Grigioni), dell'Austria (Länder del Vorarlberg e Carinzia) e Slovenia.

Habitat: l'habitat tipico di questa specie sono i prati falciati e concimati; ma anche nelle zone a torbiera, praterie rase e pascoli aridi comprese le zone pietrose. Il substrato preferito è calcareo ma anche siliceo con pH neutro, bassi valori nutrizionali del terreno che deve essere mediamente umido.

Distribuzione altitudinale: sui rilievi alpini queste piante si possono trovare fino a 1500 m s.l.m.; frequentano quindi i seguenti piani vegetazionali: collinare e montano (oltre a quello planiziale - a livello del mare). 

## Fitosociologia

### Areale alpino
Dal punto di vista fitosociologico alpino la specie di questa voce appartiene alla seguente comunità vegetale:
Formazione: delle comunità delle macro- e megaforbie terrestri
Classe: Molinio-Arrhenatheretea
Ordine: Arrhenatheretalia elatioris
Alleanza: Arrhenatherion elatioris

### Areale italiano
Per l'areale completo italiano Achillea roseoalba appartiene alla seguente comunità vegetale:
Macrotipologia: vegetazione delle praterie.
Classe: Molinio-arrhenatheretea Tüxen, 1937
Ordine: Arrhenatheretalia elatioris Tüxen, 1931
Alleanza: Arrhenatherion elatioris Koch, 1926
Descrizione: l'alleanza Arrhenatherion elatioris fa riferimento a prati regolarmente falciati, almeno due volte l'anno (il loro abbandono conduce, spesso anche rapidamente, a fasi di incespugliamento), e concimati in modo non intensivo, su suoli relativamente profondi. Si tratta di comunità floristicamente ricche che sono distribuite dal fondovalle (alta pianura) ai 1000 (1500 m sui pendii soleggiati). L'alleanza Arrhenatherion elatioris è distribuita in Italia settentrionale, nell'Europa centrale atlantica e nelle aree alpine e caucasiche.
Specie presenti nell'alleanza: Arrhenatherum elatius, Achillea roseo-alba, Lolium perenne, Lolium multiflorum, Bromus hordeaceus, Trifolium pratense, Dactylis glomerata, Daucus carota, Poa pratensis, Poa sylvicola, Poa trivialis, Holcus lanatus, Phleum pratense, Anthoxanthum odoratum, Trisetum flavescens, Taraxacum officinale, Pastinaca sativa, Medicago lupulina, Plantago lanceolata, Leontodon hispidus, Ranunculus acris, Ranunculus bulbosus, Salvia pratensis, Pimpinella major e Rumex acetosa.

## Sistematica
La famiglia di appartenenza di questa voce (Asteraceae o Compositae, nomen conservandum) probabilmente originaria del Sud America, è la più numerosa del mondo vegetale, comprende oltre 23.000 specie distribuite su 1.535 generi, oppure 22.750 specie e 1.530 generi secondo altre fonti (una delle checklist più aggiornata elenca fino a 1.679 generi). La famiglia attualmente (2021) è divisa in 16 sottofamiglie; la sottofamiglia Asteroideae è una di queste e rappresenta l'evoluzione più recente di tutta la famiglia.

### Filogenesi
Il gruppo di questa voce è descritto nella tribù Anthemideae, una delle 21 tribù della sottofamiglia Asteroideae). In base alle ultime ricerche nella tribù sono stati individuati (provvisoriamente) 4 principali lignaggi (o cladi): "Southern hemisphere grade", "Asian-southern African grade", "Eurasian grade" e "Mediterranean clade". Il genere Achillea (insieme alla sottotribù Matricariinae) è incluso nel clade Eurasian grade.
Il genere Achillea contiene oltre un centinaio di specie per cui è stato suddiviso in 5 sezioni. La specie di questa voce fa parte della sezione Achillea.
Nella "Flora d'Italia" le specie spontanee di Achillea sono suddivise in due sottogeneri, 7 sezioni e alcuni aggregati e complessi.  A. roseoalba appartiene alla sesta sezione; in particolare è inclusa nel "Complesso di Achillea millefolium" caratterizzato da erbe perenni aromatiche con fusti alti 2 - 10 cm, da rizomi orizzontali e stoloni, la pelosità è sparsa, le foglie sono a contorno lanceolato e le foglie cauline sono 4 - 8 volte più lunghe che larghe, i corimbi sono ampi, i capolini hanno involucri ovoidi, le brattee hanno margini membranosi chiari e la corolla è bianca/rosea.
Da analisi di tipo citogenetico in questo gruppo si sono individuate delle specie abbastanza simili tra loro ma distinte da caratteri sufficientemente stabili. La loro origine probabilmente va ricercata in alcune specie diploidi che per successive ibridazioni sono derivati esemplari tetraploidi ed esaploidi meno costanti e ulteriormente collegati per via ibridogena.
I caratteri distintivi della specie  A. roseoalba sono:
- la rachide delle foglie cauline è stretta e non alata;
- le superiori sono più o meno spaziate;
- il capolino è piccolo;
- le ligule sono rosee.

Il numero cromosomico delle specie di questa voce è: 2n = 18. Generalmente è una pianta diploide. Secondo Pignatti questa pianta potrebbe essere un prodotto d'introgressione dall'incrocio di Achillea setacea con Achillea aspleniifolia. 

### Sinonimi
Sono elencati alcuni sinonimi per questa entità:
- Achillea roseo-alba f. violacea Morariu & G.Nedelcu

## Specie simili
Tutti i millefoglie sono molto simili tra di loro. Questa specie (Achillea roseoalba) può essere distinta per i suoi capolini colorati di rosa e l'involucro più lungo delle ligule.

## Altre notizie
Il  millefoglio bianco-roseo in altre lingue viene chiamato nei seguenti modi:
- (DE)  Hellrosafarbene Schafgarbe
- (FR)  Achillée rose pâle